# Zvyagintsevita
La zvyagintsevita es un mineral tipo aleación que se encuadra en la clase de los minerales elementos. Fue descubierta en 1966 en la península de Taimyr, en el distrito federal de Siberia (Rusia), siendo nombrada así en honor de Orest Evgenevich Zvyagintsev, geoquímico ruso especialista en metales del platino. Un sinónimo es su clave: IMA1966-006.

## Características químicas
Es una aleación natural de paladio y plomo, que cristaliza en el sistema cristalino cúbico, que además de los elementos de su fórmula, suele llevar como impurezas: cobre, hierro y níquel, rara vez platino y oro.

## Formación y yacimientos
En la localidad rusa en que fue descubierto aparece como pequeños granos irregulares y vetas en sulfuros del cobre, asociado con rocas intrusivas diferenciadas del tipo gabro-diabasa. Se ha encontrado en minas de Siberia (Rusia), Montana (Estados Unidos), y Kemi (Finlandia).
Suele encontrarse asociado a otros minerales como: aleación de platino-hierro, polarita, talnakhita, cubanita, pentlandita, magnetita, valleriíta o aleación de plata-oro.

## Usos
Es buscado y extraído en las minas como mena de metales preciosos que pueda tener asociados o como impurezas.